# Sozialversicherung des Freien Deutschen Gewerkschaftsbunds

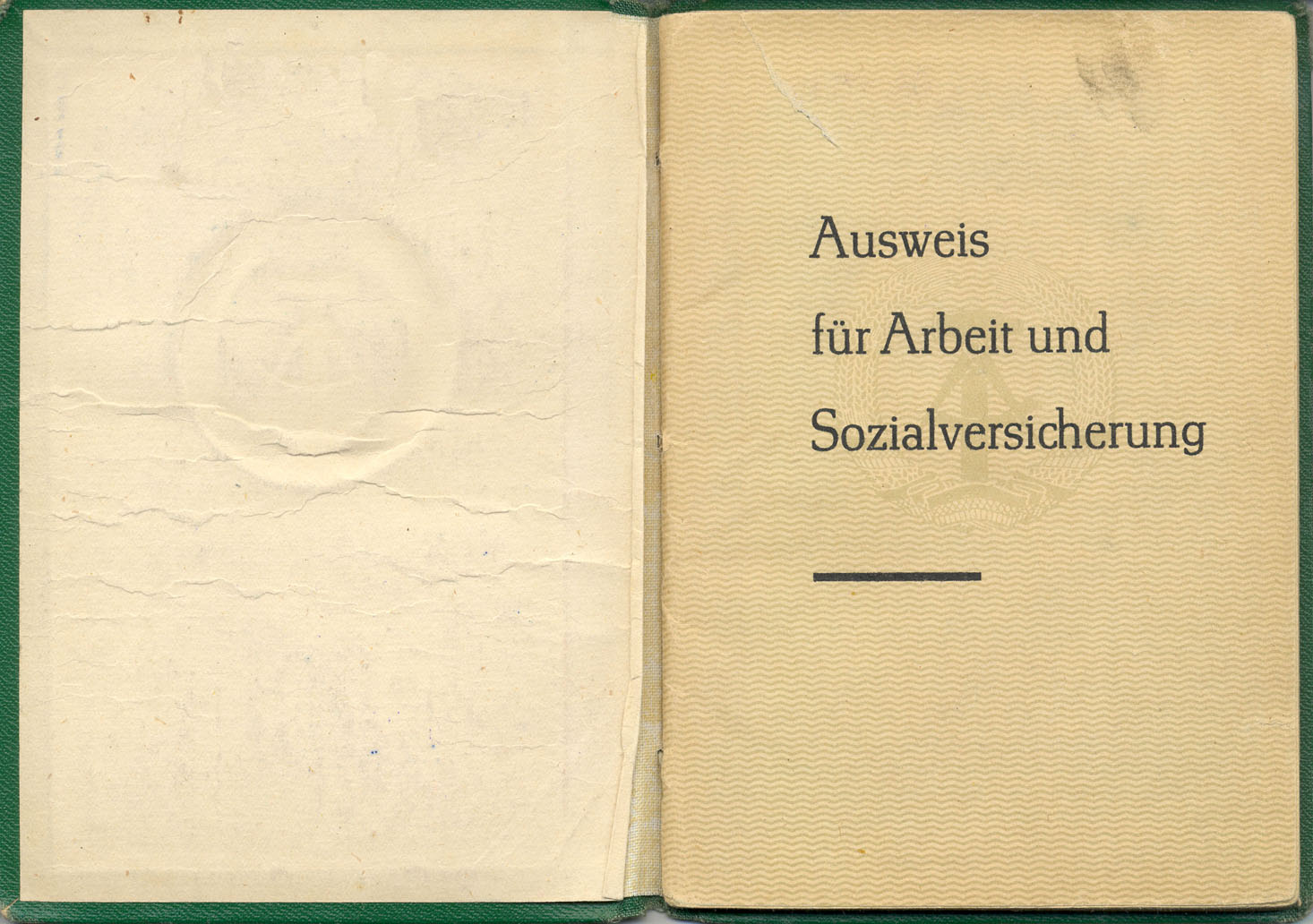
Ausweis für Arbeit und Sozialversicherung der SV des FDGB, 1966

Die Sozialversicherung des Freien Deutschen Gewerkschaftsbunds, während ihres Bestehens meist mit den Abkürzungen SV FDGB, SV oder SVK (Sozialversicherungskasse) bezeichnet, war die gesetzliche Kranken-, Unfall- und Rentenversicherung für Arbeiter und Angestellte in der Deutschen Demokratischen Republik (DDR). Sie existierte von 1947 bis 1990 und befand sich ab 1951 in Trägerschaft des Freien Deutschen Gewerkschaftsbunds (FDGB), des Dachverbandes der Einzelgewerkschaften der DDR. Die SV des FDGB gewährte neben der Absicherung der Versorgung im gesundheitlichen Bereich und der Altersversorgung auch verschiedene andere soziale Leistungen und war als Pflichtversicherung mit einem einheitlichen Beitragssatz konzipiert.

## Leistungen

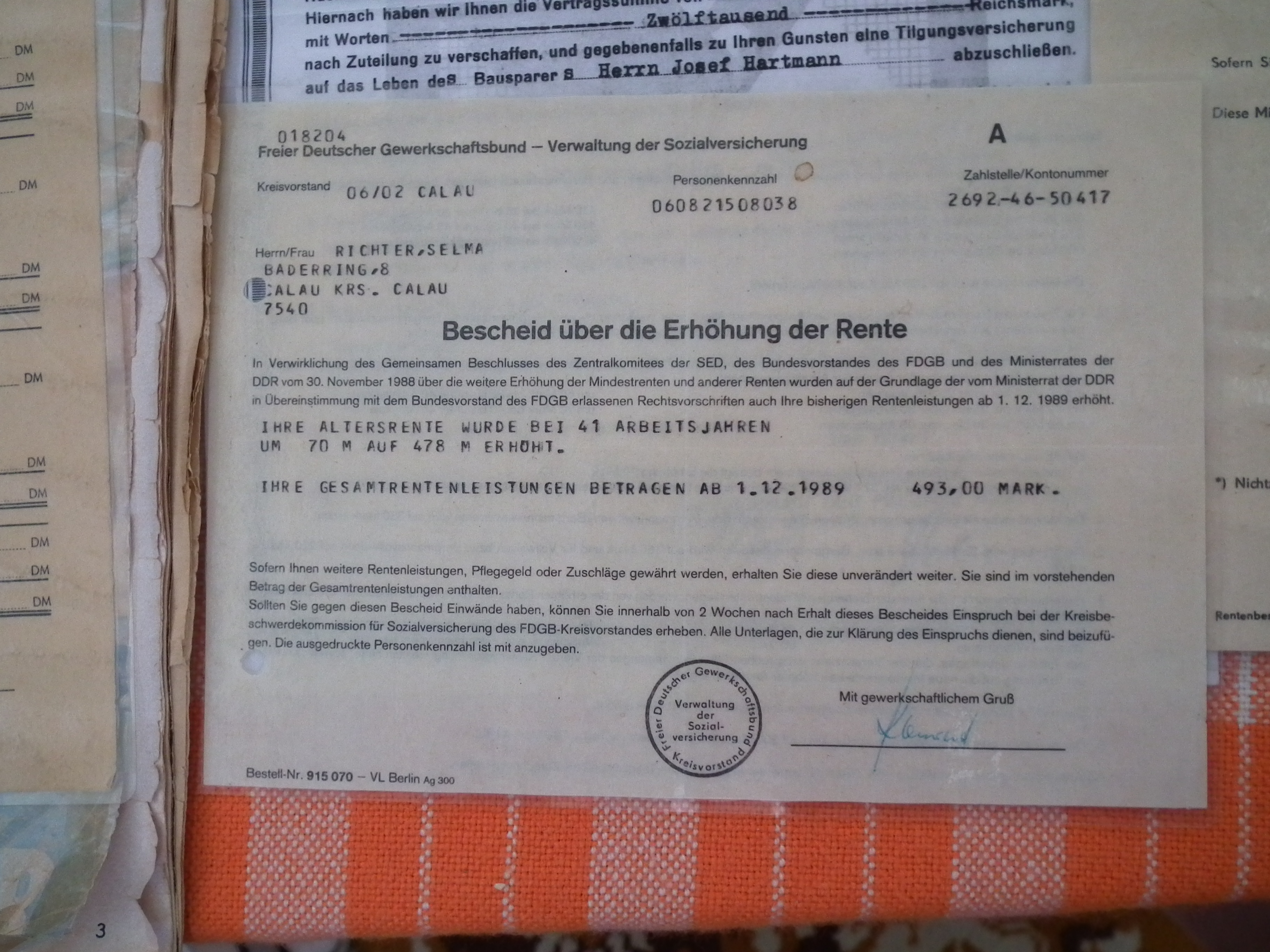
Bescheid über eine Rentenerhöhung (Dezember 1989)

Von der Sozialversicherung des FDGB gewährte Versicherungsleistungen umfassten die Versorgung bei Krankheit, bei Schwanger- und Mutterschaft, im Ruhestand, bei Unfall und Invalidität sowie beim Tod von Angehörigen. Jeder Versicherte war Inhaber eines Sozialversicherungsausweises, der annähernd A6-Größe hatte und etwa 60 Seiten umfasste, und neben dem Personalausweis als wichtigstes persönliches Dokument eines DDR-Bürgers galt. Im SV-Ausweis wurden relevante Angaben wie beispielsweise versicherungspflichtige Beschäftigungsverhältnisse, genehmigungspflichtige Heilbehandlungen sowie Heil- und Hilfsmittel, Tauglichkeitsuntersuchungen für bestimmte Berufsgruppen und Vorsorgeuntersuchungen eingetragen. Für Kinder und Jugendliche fungierte er darüber hinaus als Impfausweis.
Die Krankenversicherung der SV schloss unentgeltlich und zeitlich unbefristet die ambulante und stationäre ärztliche und zahnärztliche Behandlung, die Versorgung mit Medikamenten, Zahnersatz und anderen Heilmitteln, die Inanspruchnahme von Kuren und Rehabilitationsmaßnahmen sowie die Zahlung von Kranken- und Ausfallgeld ein. Die Entgeltfortzahlung im Krankheitsfall betrug 50 Prozent des beitragspflichtigen Bruttolohns für die Dauer von 78 Wochen, hinzu kam ein durch den Arbeitgeber für die Dauer von sechs Wochen gewährter Ausgleich der Differenz zwischen diesem Krankengeld und 90 Prozent des Nettoverdienstes. Da der Bruttolohn nur bis zu einer Höhe von 600 Mark der Beitragspflicht unterlag, war die Krankengeldleistung der SV auf höchstens 300 Mark pro Monat festgesetzt.
Die Mindesthöhe der monatlichen Altersrente aus der SV betrug anfangs 300 und später 330 Mark, basierend auf einer Berechnungsgrundlage von bis zu 15 angerechneten Arbeitsjahren und einem monatlichen Bruttolohn ab 75 Mark. Sie war nach oben mit weiteren anerkannten Zeiten gestaffelt und lag mit mindestens 45 anerkannten Arbeitsjahren und einem durchschnittlichen Einkommen von 600 Mark in den letzten 20 Arbeitsjahren bei 470 Mark. Ab 1972 konnte bei einem monatlichen Einkommen von mehr als 600 Mark eine freiwillige Zusatzrentenversicherung abgeschlossen werden, aus der neben der zusätzlichen Rente auch ein höheres Krankengeld resultierte. Darüber hinaus existierten in bestimmten Betrieben und Behörden weitere Zusatzrentenversicherungen.
Für Schwangere und Mütter wurde Schwangerschafts- und Wochengeld gezahlt, darüber hinaus gab es Unterstützungszahlungen für die Pflege kranker Kinder und Ehegatten. Weitere Leistungen der SV waren Unfall-, Invaliden- und Hinterbliebenenrenten sowie Blindengeld, Alterspflegegeld und Beihilfen zu Bestattungskosten.

## Finanzierung
Die Sozialversicherung des FDGB war als einheitliche Pflichtversicherung für alle Arbeiter und Angestellten konzipiert und betreute damit rund 90 Prozent der DDR-Bevölkerung. Die Versicherungspflicht galt neben Arbeitern und Angestellten auch für Lehrlinge, Studenten und Fachschüler sowie freiberuflich tätige Ärzte, Zahnärzte und Tierärzte. Die soziale Absicherung anderer Personen, vor allem von Mitgliedern Landwirtschaftlicher Produktionsgenossenschaften (LPG) und Produktionsgenossenschaften des Handwerks (PGH) sowie von selbständigen Unternehmern und freiberuflich tätigen Personen mit Ausnahmen der ärztlichen Berufe, oblag der Staatlichen Versicherung der DDR. Darüber hinaus bestand eine gesonderte Sozialversicherung für die rund 45.000 im Uranabbau tätigen Beschäftigten der SDAG Wismut, die direkt aus dem Staatshaushalt der DDR und der Sowjetunion finanziert wurde.
Der einheitliche Beitragssatz betrug 20 Prozent des Bruttoeinkommens bei einem Höchstsatz von 120 Mark der DDR pro Monat. Jeweils die Hälfte des Beitrags wurde vom Versicherten und von seinem Arbeitgeber gezahlt, in der SV des FDGB versicherte freiberufliche tätige Personen zahlten den vollständigen Beitrag von 20 Prozent allein. Abweichend davon betrugen die Beiträge für im Bergbau tätige Arbeiter zehn Prozent für die Arbeitnehmer und 20 Prozent für die Arbeitgeber. Für die Unfallversicherung wurden von den Betrieben darüber hinaus zusätzliche Beiträge entrichtet, deren Höhe sich pro Arbeitnehmer aus einem Satz von 0,3 Prozent multipliziert mit einer betriebsspezifischen Gefahrenklasse ergab. Da in der DDR für die Sozialversicherung anstelle einer individuellen Versicherung eine staatliche Fürsorge angestrebt wurde, wurden die Beiträge konstant gehalten und entstehende Defizite durch Staatszuschüsse ausgeglichen. Der Haushalt der nach dem Umlageverfahren finanzierten SV war Teil des DDR-Staatshaushaltes.

## Geschichte
Die Sozialversicherung entstand in der Sowjetischen Besatzungszone (SBZ) auf der Grundlage des Befehls Nr. 28 der Sowjetischen Militäradministration in Deutschland (SMAD) vom 28. Januar 1947 über die Einführung eines einheitlichen Systems der Sozialversicherung und die Verbesserung ihrer Leistungen in der Sowjetischen Besatzungszone sowie von dazugehörenden Verordnungen der Deutschen Zentralverwaltung für Arbeit und Sozialfürsorge. Mit der Gründung der DDR im Oktober 1949 wurde die Sozialversicherung in Artikel 16 der DDR-Verfassung verankert. Zwei Jahre später erfolgte mit einer Verordnung des Ministerrats der DDR vom 26. April 1951 die Übertragung der politischen und organisatorischen Zuständigkeit für die SV von den Sozialversicherungsanstalten der Länder an den FDGB, dessen Rolle später auch im Artikel 45 der DDR-Verfassung von 1968 festgelegt war.
Nach der Deutschen Wiedervereinigung entstand aus der Sozialversicherung des FDGB auf der Grundlage des Einigungsvertrages zwischen Bundesrepublik Deutschland und der DDR die von Januar bis Dezember 1991 übergangsweise existierende „Überleitungsanstalt Sozialversicherung“. Anschließend übernahmen die in Deutschland bestehenden gesetzlichen Kranken- und Rentenkassen den Versicherungsschutz der Einwohner der neuen Bundesländer.